# 서민국
서민국(1991년 9월 17일~)은 대한민국의 컬링 선수이다.